# Metasia oranalis
Metasia oranalis là một loài bướm đêm trong họ Crambidae.